# Annie Pujol
Pour les articles homonymes, voir Pujol.
Annie Pujol, née le 5 décembre 1961 à Perpignan (Pyrénées-Orientales), est une animatrice de télévision française. De 1987 à 1994, elle était l'hôtesse du jeu télévisé La Roue de la fortune.

## Biographie

### Carrière
En mars 1986, les programmes de La Cinq sont présentés par une speakerine différente, chaque soir. Parmi les candidates, on découvre Annie Pujol face à l'animateur Christian Morin, alors coprésentateur de Cherchez la femme.
En 1987, elle apparait dans le clip Une autre histoire de Gérard Blanc dont elle était la compagne.
De 1987 à 1994, Annie Pujol est la coprésentatrice du jeu télévisé La Roue de la fortune, successivement aux côtés des trois animateurs Michel Robbe, Christian Morin et Alexandre Debanne sur TF1. Elle présente également l'émission féminine Di dou da avec Fanfan (l'ancienne conjointe de Patrick Sébastien), chaque samedi matin sur TF1 en 1991. L'arrivée à l'antenne d’Olivier Chiabodo coïncide avec son départ du jeu La Roue de la fortune, car elle décide de tourner la page de la télévision.
Elle est apparue avec d'autres personnalités de TF1 dans la comédie musicale Le cadeau de Noël en 1991.
En parallèle, en 1992 et 1993, elle participe en tant que chroniqueuse, à l'émission Coucou C'est Nous (avec Christophe Dechavanne).
Elle y revient en 1998 comme comédienne dans Dossiers : Disparus, sur le tournage duquel elle rencontrera son futur mari, Janluk Penot, scénariste de la série.
Elle a également animé le jeu Allume la télé avec Bernard Montiel en 1995. 
En 1999, elle est la rédactrice en chef de Télé Gagnez !, un nouveau magazine consacré aux jeux télévisés.
En 2004, Annie Pujol joue au théâtre la pièce Décalage Lombaire aux côtés de Serena Reinaldi.
Elle est devenue professeur de danse et coach à domicile à Paris.

### Vie privée
Elle a eu une fille avec Gérard Blanc, Lou, née en 1992. Annie Pujol rencontre Janluk Penot en 1998 : le couple a une fille prénommée Jane en octobre 2001 et se marie en 2003.